# 呂貝克馬克
呂貝克馬克（德語：Lübische Mark，也寫作Lübsche Mark）是一種從1502年開始為呂貝克、漢堡、维斯马、吕讷堡、罗斯托克、施特拉尔松德、安克拉姆等汉萨同盟城市所建立的统一铸币系统。
而这些汉萨城市联合起来组成了文德造币厂协会（德語：Wendischen Münzverein），但神圣罗马帝国的帝國鑄幣法（德語：Reichsmünzordnungen）中不承认呂貝克馬克。
1513年，挪威也引進了呂貝克鑄幣系统（参见挪威货币系统）。而在丹麦，有时也會使用呂貝克馬克货币來进行计算和铸造（参见丹麦马克）。
以呂貝克馬克进行單位換算：1 呂貝克马克 = 16先令= 48維特(Witte)=192便士。

1502年之后的几年里，鑄造的硬币币底仍然存在差异。仅从 1506 年到 1550 年，汉堡、吕讷堡、维斯马和吕贝克等城市才铸造了一种通用标记，称为国家标记。

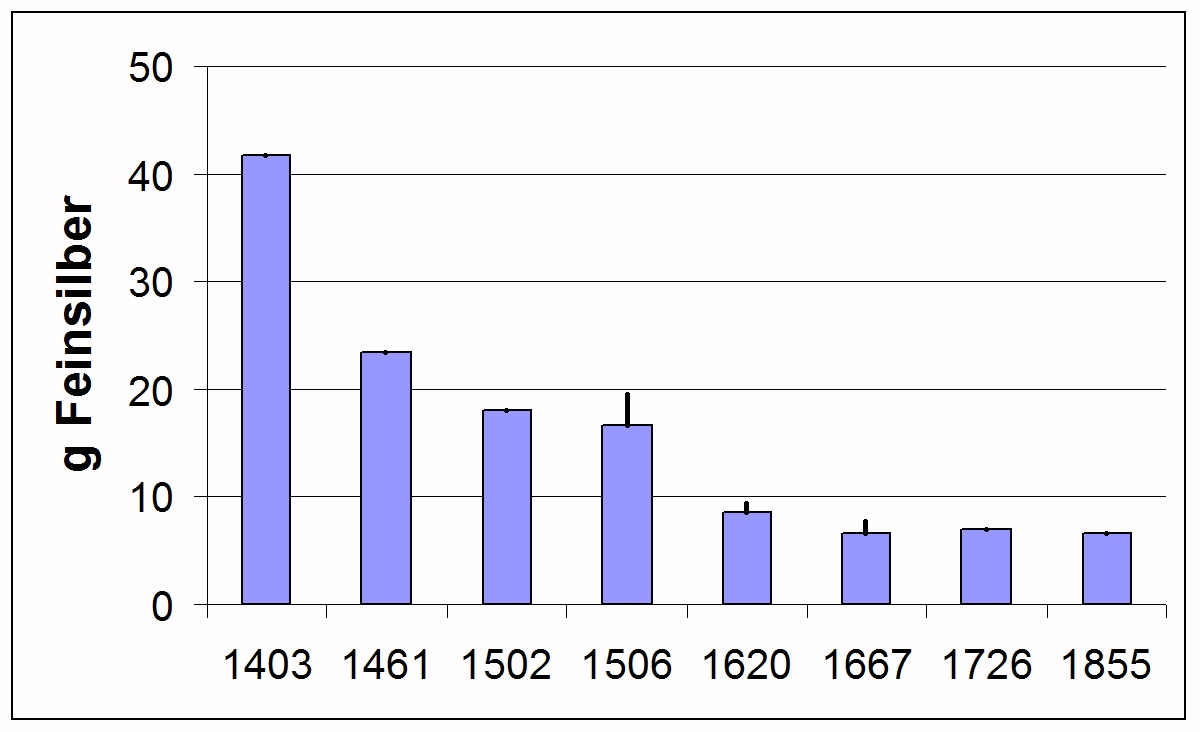
1403 年至 1855 年间吕比斯克马克的贬值程度（以克纯银计）

## 網頁
- 吕贝克造币系统 （页面存档备份，存于）